# Far away trains passing by
Far away trains passing by is het eerste studioalbum dat verscheen onder de eigen naam van Ulrich Schnauss. Hij nam het op te Berlin-Schöneberg (Rote/Schöneberger Insel), een wijk in Berlijn. Schnauss was toen een vrijwel onbekend artiest binnen de elektronische muziek; albums en ander werk verschenen op relatief kleine platenlabels en promotie was daarom ook gering. In 2005 (Amerikaanse persing) en 2008 (digitaal album) verschenen nieuwe exemplaren van het album, waarbij een tweede cd werd toegevoegd
Schnauss trad in 2014 toe tot Tangerine Dream, een bekendere band binnen die muziekstroming. Wellicht mede daardoor kon Schnauss zijn vroegere werk opkopen en na enige bewerking opnieuw uitgeven op zijn eigen platenlabel Scripted Realities. In eerste instantie gebeurde dat in de compilatiealbum/verzamelbox Now is a timeless present in het voorjaar van 2020. Die box raakte al snel uitverkocht en het album verscheen toen opnieuw (zomer 2020) weer als “los album”. Die uitgaven (box en album uit 2020) gingen gepaard met de tweede cd. Allmusic omschreef het als een kruising tussen breakbeat en iceboxcold electro; anderen hielden het op een kruising tussen ambient en techno. Een donkere ondertoon in zijn muziek ontbrak volgens Pitchfork.

## Musici
- Ulrich Schnauss – synthesizers (E-Mu E4 en Yamaha CP80), elektronica
- Judith Beck – zang op Crazy for you en Wherever you are

## Muziek
| Nr. | Titel                                 | Duur |
| --- | ------------------------------------- | ---- |
| 1.  | Knuddelmaus (Schnauss)                | 7:01 |
| 2.  | Between us and them (Schnauss)        | 7:27 |
| 3.  | Passing by (Schnauss)                 | 6:34 |
| 4.  | Blumenwiese neben Autobahn (Schnauss) | 6:33 |
| 5.  | Nobody’s home (Schnauss)              | 7:34 |
| 6.  | Molfsee (Schnauss)                    | 8:06 |

| Nr. | Titel                                                 | Duur |
| --- | ----------------------------------------------------- | ---- |
| 1.  | Brooks was here (Thomas Newman; arrangement Schnauss) | 7:09 |
| 2.  | Sunday evening in your street (Schnauss)              | 6:54 |
| 3.  | Suddenly the trees are giving way (Schnauss)          | 6:21 |
| 4.  | A lie for breakfast (Schnauss)                        | 6:09 |
| 5.  | Nothing happens in june (Schnauss)                    | 6:20 |
| 6.  | As if you’ve never been away (Schnauss)               | 7:04 |
| 7.  | A million miles away (Schnauss)                       | 7;15 |
| 8.  | Crazy for you (Neil Halstead; arrangement Schnauss)   | 6:57 |
| 9.  | Wherever you are (Schnauss)                           | 7:14 |